# Emil von Schwartzkoppen
Ferdinand Emil Karl Friedrich Wilhelm von Schwartzkoppen (ur. 15 stycznia 1810 w Obereimer, zm. 5 stycznia 1878 w Stuttgarcie) – generał piechoty Armii Cesarstwa Niemieckiego i Armii Królestwa Wirtembergii, w latach 1873-1878 dowódca XIII (Wirtemberskiego) Korpusu Armijnego.

## Życiorys
W 1826 roku rozpoczął służbę w Armii Królestwa Prus w 30. Pułku Piechoty, a w 1829 roku awansował na stopień podporucznika (niem. Sekondeleutnant). Po awansie na porucznika (niem. Premierleutnant) w 1841 roku, został adiutantem dowódcy twierdzy w Luksemburgu. Na kapitana (niem. Hauptmann) awansował w 1846 roku i objął stanowisko dowódcy kompanii w 36. Pułku Fizylierów. Uczestniczył w wojnie o Szlezwik, w szeregach 2. Pułku Grenadierów. Podczas jednej z bitew został ciężko ranny w ramię i do końca życia nie odzyskał pełnej sprawności. Po zakończeniu rekonwalescencji nadal awansował, a w 1860 roku osiągnął stopień pułkownika (niem. Oberst) i powierzono mu dowództwo nad reorganizowanym 55. Pułkiem Piechoty. W 1864 roku, już w stopniu generała majora (niem. Generalmajor), został dowódcą 27. Brygady Piechoty. Na jej czele walczył w bitwie pod Sadową podczas wojny z Austrią w 1866 roku. Za swoje zasługi w trakcie konfliktu został odznaczony Orderem Pour le Mérite. W tym samym roku objął dowództwo nad 18. Dywizją Piechoty. W 1867 roku otrzymał pod swoje rozkazy 19. Dywizją Piechoty, z jednoczesnym awansem na generała porucznika (niem. Generalleutnant). Kierował nią podczas wojny prusko-francuskiej. W jej trakcie uczestniczył w bitwie pod Mars-la-Tour i oblężeniu Metzu, w którego trakcie poważnie zachorował i nie mógł uczestniczyć w dalszych działaniach wojennych. Po podpisaniu pokoju frankfurckiego powierzono mu obowiązki gubernatora Berlina. W 1874 roku, po awansie na generała piechoty (niem. General der Infanterie), został przetransferowany do Armii Królestwa Wirtembergii, gdzie objął dowództwo nad XIII Korpusem Armijnym z siedzibą w Stuttgarcie. Zmarł na tym stanowisku w 1878 roku.  

## Odznaczenia
Odznaczenia gen. on Schwarzkoppena to między innymi:
- Krzyż Wielki Orderu Orła Czerwonego z mieczami
- Order Orła Czerwonego I klasy z mieczami i liśćmi dębu
- Komtur Orderu Hohenzollernów
- Order Pour le Mérite
- Order Orła Czerwonego IV klasy z mieczami
- Krzyż Żelazny I klasy
- Order Świętego Jana
- Krzyż Wielki Orderu Lwa Zeryngeńskiego z mieczami (Badenia)
- Medal Zasługi Wojskowej (Lippe-Detmond)
- Medal Zasługi Wojskowej (Schaumburg-Lippe)
- Kawaler Orderu Korony Dębowej (Luksemburg)
- Kawaler Orderu Korony Żelaznej I klasy (Austro-Węgry)
- Krzyż Wielki Orderu Domowego i Zasługi z mieczami (Oldenburg)
- Order Lwa i Słońca I klasy (Persja)
- Cesarski i Królewski Order Orła Białego (Imperium Rosyjskie)
- Krzyż Zasługi I klasy (Schwarzburg)
- Krzyż Wielki Orderu Korony Wirtemberskiej (Wirtembergia)
- Krzyż Wielki Orderu Fryderyka (Wirtembergia)